# タイムトライアル

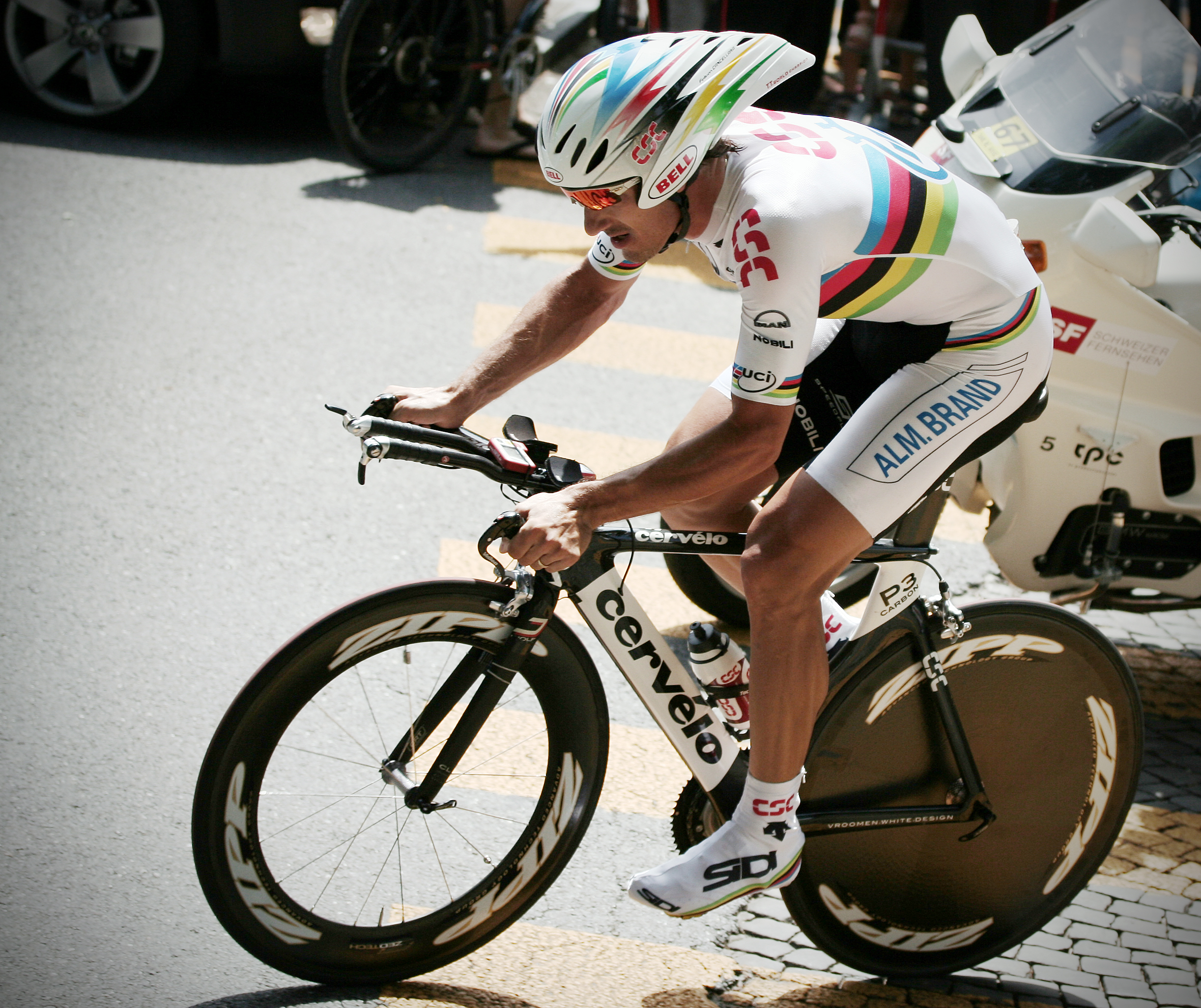
タイムトライアル中のファビアン・カンチェラーラ。

タイムトライアル（英: Time trial）は、多くのスポーツにおいて、スポーツ選手個人（もしくはチーム）が定められたコースの走破時間を競うために行われる競走である。例えば、自転車競技ではタイムトライアル（TT）はトラックレースの一競技であり、またロードレースにおいては個人タイムトライアル（ITT）やチームタイムトライアル（TTT）が行われ、複数日のステージレースではステージの一つとして、ITT・TTTのいずれか、もしくは両方が行われることがある。タイムトライアルは他の競走と異なり、選手はマススタートではなく、1分から数分の間隔を開けて1人ずつスタートする（インターバルスタート）。
クロスカントリースキーやバイアスロン競技では、選手は30秒から60秒間隔でスタートする。
ボート競技では、ボートが10秒から20秒間隔でスタートするタイムトライアルを、一般に「ヘッドレース」と呼んでいる。
多くのモータースポーツで、決勝のスタート順を決めるために同様の方式が採用されている。ただし、たいていは最速ラップを出すための試走が複数回認められている。ラリーでは、スペシャルステージ（英語版）がタイムトライアル形式で行われる。
レースゲームでは、最速を競ったりタイムアタックを行う類似のレースが、しばしばゲームの一部となっている。